# Zahořany (Bystřice)
Zahořany jsou část města Bystřice v okrese Benešov. Nachází se 4 km na západ od Bystřice. V roce 2009 zde bylo evidováno 13 adres. Zahořany leží v katastrálním území Drachkov o výměře 6,91 km².

## Historie
První písemná zmínka o vesnici pochází z roku 1542.
Za druhé světové války se tehdejší ves stala součástí vojenského cvičiště Zbraní SS Benešov a její obyvatelé se museli 1. dubna 1944 vystěhovat.

## Další fotografie

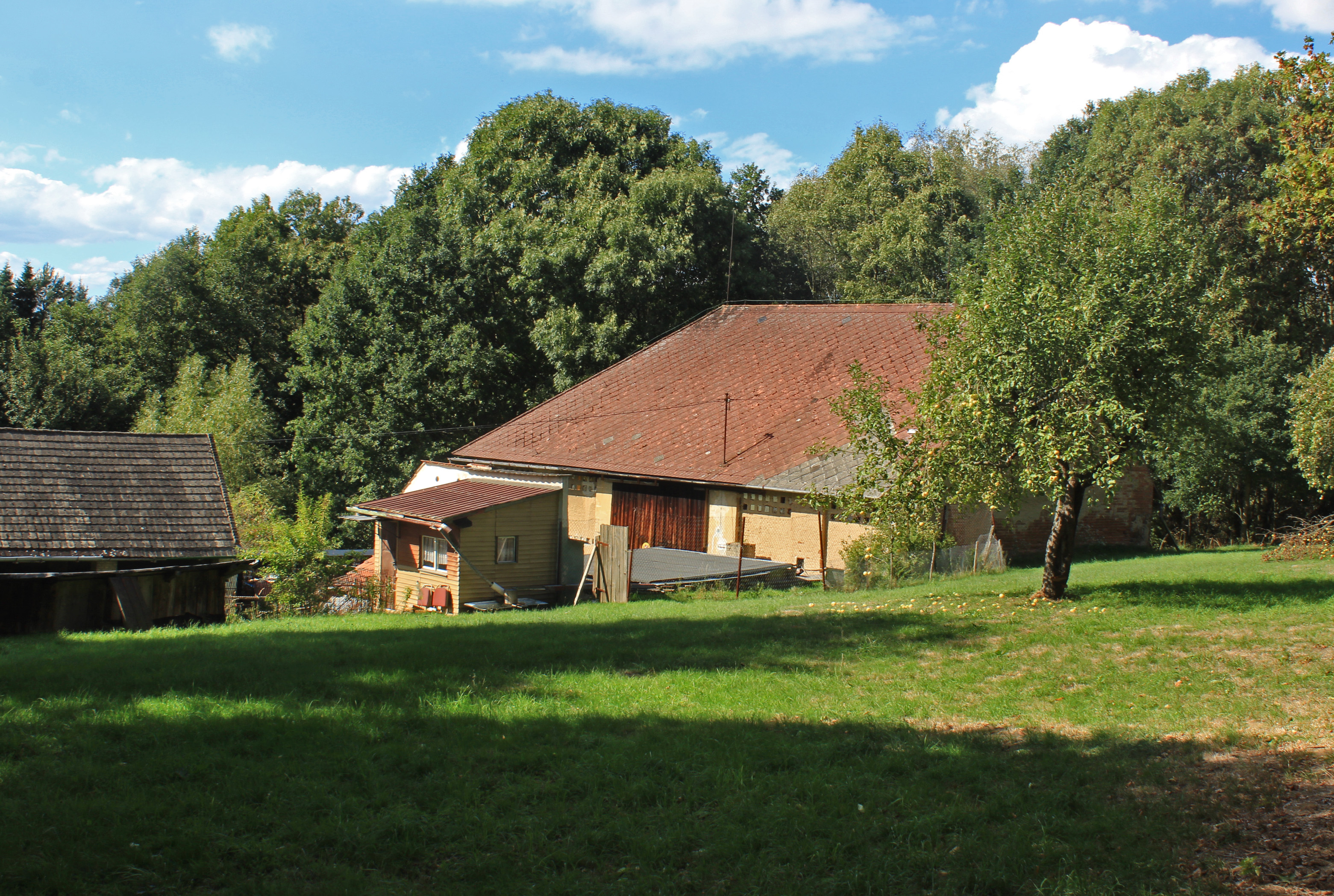
Dům čp. 10 u příjezdu od Nesvačil
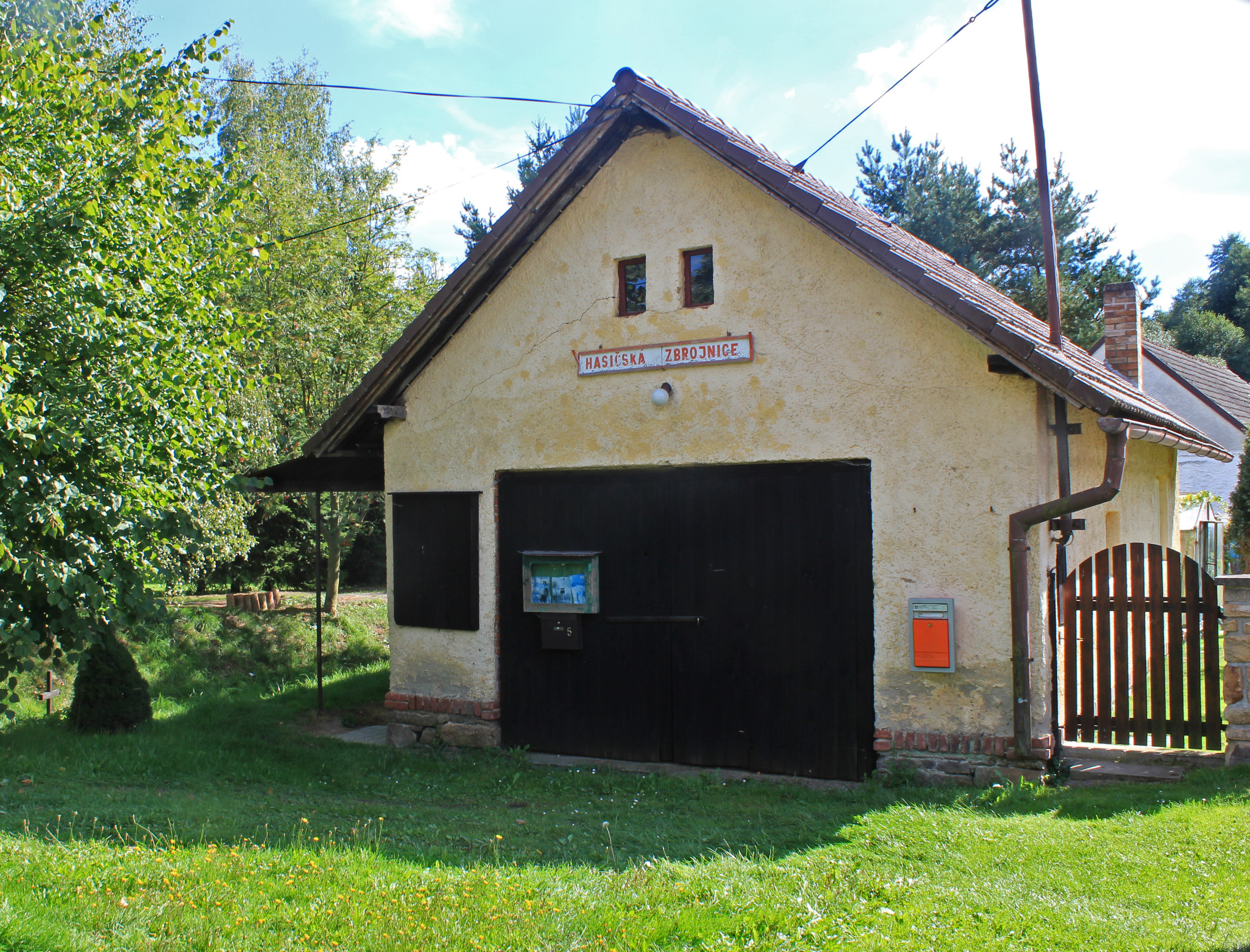
Hasičská zbrojnice